# Philips van der Aa
Philips van der Aa († 1586) byl nizozemský státník za osmdesátileté války. Narodil se v Mechelenu a roku 1564 se stal starostou tohoto města. Později však město dobyl španělský generál Fernando Álvarez de Toledo a van der Aa byl z města vyhnán. Následně se na straně Viléma I. Oranžského zapojil do osmdesátileté války. V roce 1572 se znovu zmocnil Mechelenu. Roku 1573 ho Vilém Oranžský jmenoval radním u soudu Dietricha Sonoye a o rok později velitelem vojska v Gorkumu.